# Liste der Naturdenkmale in Maxsain
Die Liste der Naturdenkmale in Maxsain nennt die im Gemeindegebiet von Maxsain ausgewiesenen Naturdenkmale (Stand 13. Juni 2024).

## Ehemalige Naturdenkmale
| Nr. | Bezeichnung                | Lage                                        | Beschreibung                                                                        | Bild            |
| --- | -------------------------- | ------------------------------------------- | ----------------------------------------------------------------------------------- | --------------- |
|     | Fünf Buchen und eine Eiche | südlich des Ortes; Abteilung Kreuzberg Lage | Fagus sylvatica, fünf Bäume, und Quercus sp., ein Baum; Rechtsverordnung aufgehoben | Fotos hochladen |